# An Phú (phường)
An Phú là một phường thuộc tỉnh Gia Lai, Việt Nam.
Phường An Phú được thành lập theo Nghị quyết số 1664/NQ-UBTVQH15 sắp xếp các ĐVHC cấp xã của tỉnh Gia Lai năm 2025 trên cơ sở hợp nhất toàn bộ diện tích tự nhiên và dân số của 3 đơn vị hành chính thuộc thành phố Pleiku là phường Thắng Lợi, xã An Phú và xã Chư Ă.

## Lịch sử
Vùng đất An Phú trải qua hàng trăm năm với nhiều thế hệ nối tiếp nhau, qua các tư liệu khảo cổ học như di chỉ Trà Dom và các tư liệu dân tộc học cho thấy quá trình hình thành phường An Phú trải qua thời kỳ lịch sử lâu dài với sự hình thành và phát triển của tộc người J'rai quần tụ sinh sống từ đỉnh Trà Dom và quần tụ sinh cơ lập nghiệp dọc theo phía tây bắc nơi có điều kiện thổ nhượng, địa hình phù hợp với trồng trọt, chăn nuôi nuôi sống cộng đồng dân cư bản địa, đây cũng là quy luật cư trú tự nhiên của cư dân nông nghiệp tạo nguồn sống để phát triển cộng đồng.
Phường An Phú ngày nay được hình thành với cư dân bản địa là người J'rai sống tập trung kéo dài từ làng Piơm thuộc (huyện Đăk Đoa cũ) kéo dài theo hướng tây nam đến xã Chư Ă cũ, đến đầu thế kỷ 20 mới bắt đầu có những cư dân người Kinh đầu tiên tạo lập nên các làng gồm: Phú Thọ, Nguyên Lợi, Quảng Định, An Mỹ, Trà Nhă.
Sau năm 1975, địa bàn phường An Phú là các xã An Mỹ, Phú Thọ. Năm 1978, sáp nhập xã An Mỹ và xã Phú Thọ thành xã An Phú, trực thuộc thị xã Pleiku, ban đầu có 6 thôn.
Tính đến trước 1/7/2025, xã An Phú có diện tích 10,79 km², dân số năm 2018 là 20.176 người, mật độ dân số đạt 1.869 người/km², gồm 10 thôn (1, 2, 3, 5, 6, 7, 8, 9, 11, 12) và 2 làng đồng bào dân tộc thiểu số (Plei Thung Dor và Bông Phun Râu)
Theo Nghị quyết số 1664/NQ-UBTVQH15 năm 2025, giải thể thành phố Pleiku và thành lập phường An Phú trên cơ sở hợp nhất toàn bộ diện tích tự nhiên và dân số của 3 đơn vị hành chính thuộc thành phố Pleiku là phường Thắng Lợi, xã An Phú và xã Chư Ă.